# Assemblée nationale (Soudan)
Pour les autres articles nationaux ou selon les autres juridictions, voir Assemblée nationale.
Assemblée actuellement dissoute
Bâtiment du Parlement soudanais
L'Assemblée nationale (en anglais : National Assembly ; en arabe : المجلس الوطني السوداني (Al-Maǧlis al-Waṭaniy)) constitue la chambre basse de la législature nationale du Soudan, son parlement bicaméral.
À la suite du coup d'État de 2019 l'Assemblée nationale est dissoute dans le même temps que la législature nationale.
Il est remplacé dans le cadre de la transition démocratique du pays de 2019 par le Conseil législatif de transition. Celui-ci doit être formé et servir de législature au Soudan jusqu'au élections prévus en 2022.

## Dernière législature
| Parti                               | Parti                     | Voix      | %    | sièges | +/– |
| ----------------------------------- | ------------------------- | --------- | ---- | ------ | --- |
|                                     | Congrès national          | 4 321 901 | 83,4 | 323    | -   |
|                                     | Parti démocrate unioniste | 249 768   | 4,8  | 25     | -   |
|                                     | Jalal al-Digair           | 137 265   | 2,6  | 15     | -   |
|                                     | Autres partis             | 475 185   | 9,2  | 44     | -   |
|                                     | Indépendants              | 475 185   | 9,2  | 19     | -   |
| Invalides/Votes blancs              | Invalides/Votes blancs    | -         | –    | –      | -   |
| Total                               | Total                     | 5 184 119 | 100  | 426    | –   |
| Source: Adam Carr Sudan News Agency |                           |           |      |        |     |